# Damon (Texas)
Damon es un lugar designado por el censo ubicado en el condado de Brazoria en el estado estadounidense de Texas. En el Censo de 2010 tenía una población de 552 habitantes y una densidad poblacional de 152,89 personas por km².

## Geografía
Damon se encuentra ubicado en las coordenadas 29°17′00″N 95°44′27″O / 29.28333, -95.74083. Según la Oficina del Censo de los Estados Unidos, Damon tiene una superficie total de 3.61 km², de la cual 3.61 km² corresponden a tierra firme y (0%) 0 km² es agua.

## Demografía
Según el censo de 2010, había 552 personas residiendo en Damon. La densidad de población era de 152,89 hab./km². De los 552 habitantes, Damon estaba compuesto por el 83.7% blancos, el 0.18% eran afroamericanos, el 0.72% eran amerindios, el 0.18% eran asiáticos, el 0% eran isleños del Pacífico, el 11.59% eran de otras razas y el 3.62% pertenecían a dos o más razas. Del total de la población el 30.98% eran hispanos o latinos de cualquier raza.